# Siah
Le Siah (hébreu : שי"ח, acronyme for Smol Israeli Hadash, (hébreu : שמאל ישראלי חדש, « Nouvelle gauche israélienne »)) était un groupe politique de gauche israélien actif entre 1968 et 1973. Reuven Kaminer les a décrit comme « la force majeure de la gauche estudiantine lors de la période 1968-1973 ». Comme leur nom le suggère, le langage, l'organisation et les tactiques du groupe étaient influencés dans une certaine mesure par la Nouvelle gauche mondiale,,.
Le Siah était un regroupement de deux groupes de Tel Aviv et de Jérusalem qui ont été créés indépendamment. Le groupe de Tel Aviv fut initialement créé par des soutiens du Mapam à l'Université de Tel Aviv qui choisirent de quitter le parti afin de protester contre sa décision de s'allier au Mapaï. Ils furent rapidement rejoints par d'anciens membres du Maki. Le groupe de Jérusalem fut constitué par des étudiants de l'Université hébraïque de Jérusalem avec moins d'expérience politique, certains d'entre eux étant des immigrants récents venus en Israël pour combattre durant la Guerre des Six Jours. Les membres de Tel Aviv se percevaient comme Sionistes, alors que les « hiérosolymitains se considéraient comme asionistes et même parfois antisionistes ». Parmi les principaux activistes du Siah comprenaient Ran Cohen, Dani Peter, Yossi Amitai, Benyamin Cohen et Zvika Deutch,.
Le Siah éclata en 1973 sur la question de la réintégration dans la politique électoraliste, soutenue par la majorité du groupe de Tel Aviv et désavouée par le groupe de Jérusalem. La première fonction, qui se baptisait elle-même le « Mouvement Bleu-Rouge » (bleu pour le sionisme, rouge pour le socialisme), intégra le Moked,,.